# Лангшон (провинция)
Лангшо́н (вьет. Lạng Sơn, тьы-ном 諒山) — провинция на северо-востоке Вьетнама. Административный центр — одноимённый город.
В 2018 году Лангшон был 52-й по величине административной единицей Вьетнама по численности населения, 51-й по валовому региональному продукту (ВРП), 47-й по ВРП на душу населения, 20-й по темпам роста. При населении 790 500 человек ВРП достиг 30 355 млрд донгов (эквивалент 1,3184 млрд долларов США), ВРП на душу населения достиг 38,4 млн донгов (эквивалент 1 668 долларов США), темп роста ВРП достиг 8,36 %.

## География и климат
Провинция протянулась на 123 км с севера на юг и на 126 км с запада на восток. Находится в 137 км к северо-востоку от Ханоя, имеет границу с Китаем. Площадь составляет 8324 км². Средняя высота над уровнем моря составляет 252 м, самая низкая точка — всего 20 м, самая высокая — 1541 м (гора Маушон). Около 80 % территории занимают горы. На территории провинции находятся 2 пограничных перехода на китайскую сторону.
Среднегодовые температуры составляют от 17 до 22 °С, среднегодовой уровень осадков: от 1200 до 1600 мм. Средняя летняя температура: 28,5 °С, зимняя: 12—13 °С. Средняя влажность: 80—85 %.

### Расположение
Местоположение 21°19'-22°27' северной широты, 106°06'-107°21' восточной долготы.
- На севере граничит с провинцией Каобанг.
- На востоке граничит с провинцией Куангнинь и городом Чунцзо (Гуанси-Чжуанский автономный район, Китай).
- На юге граничит с провинцией Бакзянг.
- На западе граничит с провинциями Баккан и Тхайнгуен.

#### Крайние точки провинции Лангшон
- Самая северная точка находится в общине Кханьлонг уезда Чангдинь.
- Самая восточная точка находится в общине Бакса, уезд Диньлап.
- Самая западная точка — в деревне Налоу, община Тхьенлонг, уезд Биньзя.
- Самая южная точка — в общине Ламка, уезд Диньлап.

В Лангшоне есть два международных пограничных перехода: пограничные ворота на железнодорожной станции Донг Данг, район Као Лок и международные пограничные ворота Хуу Нги; есть национальные пограничные ворота: Чи Ма (район Локбинь) и множество пограничных переходов с Китаем[уточнить].

### Рельеф
Горы занимают более 80 % площади провинции.
Обычный рельеф Лангшона — невысокие горы и холмы со средней высотой 252 м над уровнем моря. Самое низкое место — 20 м на юге уезда Хыулунг, а самое высокое место — гора Маушон на высоте 1541 м. Маушон находится в 31 км к востоку от города Лангшон, в окружении множества больших и малых гор, зимой иногда бывает снег.

### Климат
Климат Лангшона — влажный субтропический климат севера Вьетнама.
- Среднегодовая температура: 17-23 °C
- Среднегодовое количество осадков: 1200—1600 мм. Лангшон — это район с самым низким среднегодовым показателем в северном регионе. От города Лангшон до уезда Диньлап среднее количество осадков на станциях мониторинга обычно не превышает 1400 мм.
- Среднегодовая относительная влажность: 80-85 %
- Среднегодовое количество облаков составляет около 7,5/10 части неба.
- Среднее количество часов солнечного сияния составляет около 1500—1700 часов (увеличивается с запада на восток).

Направление и скорость ветра в Лангшоне зависят как от циркуляции, так и от топографических факторов. В холодное время года преобладает северный ветер, в жаркое — южный и юго-восточный. Скорость ветра в целом невелика, в среднем 0,8-2 м/с, но распределяется по районам области неравномерно.

### Речная система
- Длина реки Кикунг: приток реки Цзоцзян; берет начало у горы Бакса высотой 1166 м в районе Диньлап, провинция Лангшон; длина 243 км; площадь бассейна составляет около 6660 км², большая часть которой находится в провинции Лангшон. Это единственная река на севере Вьетнама, которая течет в юго-восточном — северо-западном направлении. Поэтому земля Ланг[что?] также известна как «там, где река течет вспять».
- Река Бантхин, приток реки Кикунг, длиной 52 км, площадью бассейна 320 км², берет начало в горах Гуанси-Чжуанского АР (Китай), переходит на территорию Вьетнама в общине Тамзя, уезд Локбинь; впадает в реку Киrунг в общине Кхуатса, уезд Локбинь. В некоторых документах река может называться Батхин.
- Река Бакзянг, крупнейший приток реки Кикунг: берет начало в горах общины Суан Дуонг, округ Нари, провинция Баккан, имеет длину 114 км, площадь бассейна 2670 км², впадает в реку Ки Кунг в Транге. Район Динь. .
- Река Бак Кхе, приток реки Ки Кунг, длиной 54 км, с площадью бассейна 801 км², относится к району Трангдинь.
- Река Туонг — вторая по величине река провинции Лангшон, берущая начало с горного хребта На Па Фуок (район Чи Ланг), протекающая в долине Май Сао — Чи Ланг и впадающая на территорию провинции Бакзянг. Бассейн: 6640 км².
- Река Хоа, приток реки Тхыонг, длина: 47 км, площадь бассейна: 385 км².
- Река Трунг, приток реки Туонг, берет начало в горах на востоке округа Во Нхай, провинция Тай Нгуен, протяженностью 35 км; площадь водосбора: 1270 км² (Есть также документы, что эта река является основным притоком реки Тхыонг, тогда как поток, берущий начало из района Чи Ланг, является притоком). Река Трунг с ее бассейном представляет собой в основном известняковые горы дуги Бакшон, поэтому вода здесь всегда прозрачная и голубая. Оставшийся рукав бассейна частично гористый, поэтому во время дождя мутный поток имеет красный цвет и держится дольше. Отсюда река Туонг становится мутной, когда два потока сливаются в общинах Хо Сон, Хуу Лунг и далее до главы провинции Бакзянг.
- Исток основного потока реки Люк Нам берет свое начало в районе Динь Лап.
- Приток реки Люк Нам, река Кам Дан, берет начало в южных общинах округа Локбинь.

## Административное деление
В провинции Лангшон 11 административных единиц уездного уровня, в том числе 1 город и 10 уездов, состоящих из 200 административных единиц общинного уровня, включая 5 кварталов, 14 городов и 181 общину.
Список административных единиц провинции Лангшон:
| Имя       | Административные единицы |
| --------- | ------------------------ |
| Город (1) |                          |
| Лангшон   | 5 кварталов, 3 общины    |
| Уезд (10) |                          |
| Бакшон    | 1 город, 17 общин        |
| Биньзя    | 1 город, 18 общин        |
| Каолок    | 2 города, 20 общин       |
| Тиланг    | 2 города, 18 общин       |
| Диньлап   | 2 города, 10 общин       |
| Хыулунг   | 1 город, 23 общины       |
| Локбинь   | 2 города, 19 общин       |
| Чангдинь  | 1 город, 21 община       |
| Ванланг   | 1 город, 16 общин        |
| Ванкуан   | 1 город, 16 общин        |

## Население
По данным на 2019 год население провинции составляет 781 655 человек. Сельское население составляет 79,6 %. Нунги составляют 42,9 % населения, тхо — 36,1 %, этнические вьетнамцы — 16,1 %.
Динамика численности населения провинции по годам:
| 1999    | 2005    | 2006    | 2009    | 2013    | 2019    |
| ------- | ------- | ------- | ------- | ------- | ------- |
| 703 824 | 739 322 | 746 400 | 731 887 | 782 959 | 781 655 |

## Экономика
Экономика базируется на сельском и лесном хозяйстве (80 %). Более 70 % сельскохозяйственных площадей занято рисом. Другие культуры включают батат, маис, чай, табак, маниок. Имеются довольно значительные залежи бокситов, фосфатов и каменного угля.

## Галерея

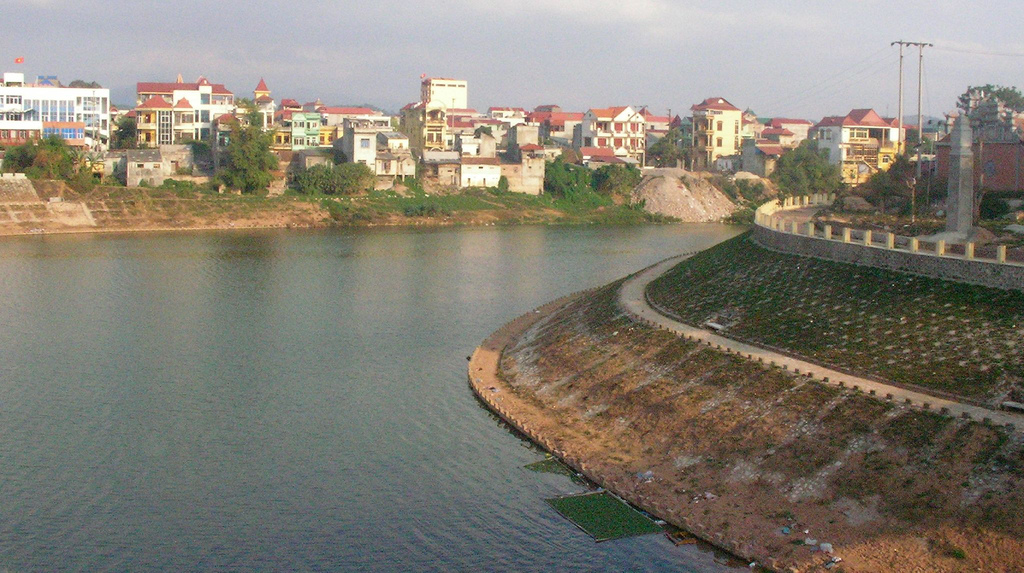
Город Лангшон
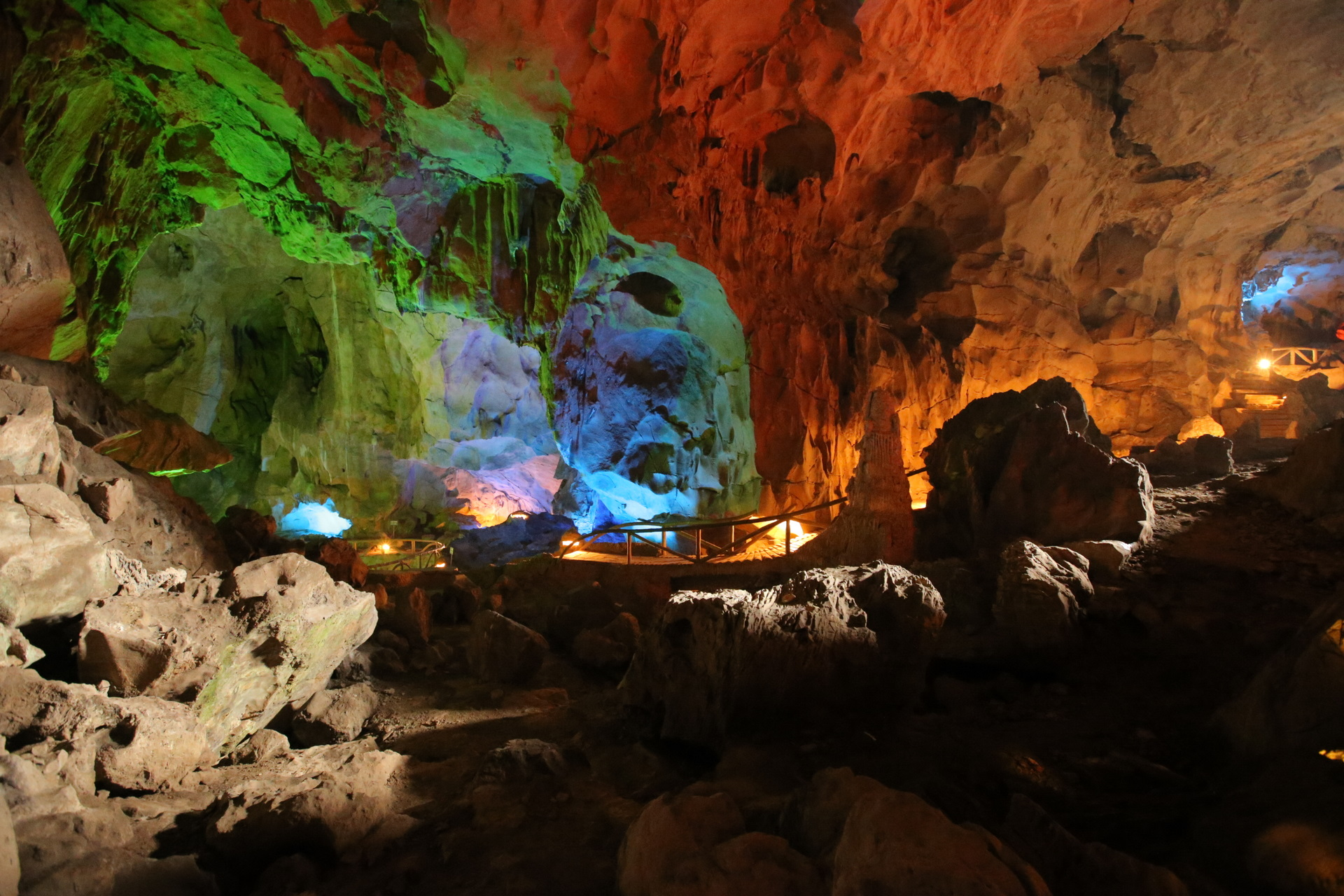
Пещеры вблизи города